# 西蒙·柯飛
 西蒙·柯飛（Simon Kofe）是圖瓦盧政治家。在2019年图瓦卢選舉后，他被任命为卡乌塞亚·纳塔诺内阁的司法、通讯和外務部长 。